# FlashForward
(Introduzione agli episodi)
FlashForward è una serie televisiva statunitense di genere fantascientifico, prodotta e trasmessa da ABC, e basata sul romanzo Avanti nel tempo (Flashforward) dello scrittore canadese Robert J. Sawyer.
In Nordamerica la serie è stata mandata in onda dal 24 settembre 2009; in Italia è stata trasmessa dal canale satellitare Fox a partire dal 5 ottobre 2009 e in seguito in chiaro su Italia 1 dal mese di settembre 2010. La serie viene trasmessa in prima visione in chiaro in lingua italiana sul canale televisivo svizzero RSI LA2 a partire dal 18 luglio 2010.
Il 12 ottobre 2009 ABC ha annunciato di aver ordinato una stagione completa, per un totale di 25 episodi, successivamente ridotti a 22.
Secondo le iniziali intenzioni di David S. Goyer e Marc Guggenheim (creatore e produttore della serie) la serie sarebbe dovuta durare tra i tre e sette anni a seconda del successo ottenuto. Tuttavia, il 18 maggio 2010 la ABC ha annunciato ufficialmente la cancellazione della serie dopo una sola stagione. La serie, pertanto, rimane
priva di un vero e proprio finale, in quanto l'ultimo episodio presenta una serie di cliffhanger che avrebbero dovuto introdurre la seconda stagione.

## Trama
Il 6 ottobre 2009 tutte le persone in ogni angolo del mondo perdono i sensi per 2 minuti e 17 secondi. In questo periodo di tempo, ognuno vede il proprio futuro in una premonizione (un flashforward, appunto): 2 minuti e 17 secondi del 29 aprile 2010 (o del 30 aprile, a seconda del fuso orario). A Los Angeles, l'agente federale Mark Benford vede se stesso investigare proprio sul flashforward, analizzando i dati raccolti su una grande lavagna, un mosaico di foto, nomi, piste. Nel presente, questo suo ricordo lo aiuterà ad iniziare un'investigazione su cosa ha causato e cos'è stato il flashforward che ha mostrato il futuro a tutto il mondo. Mark, così come i suoi amici, i suoi colleghi e la sua famiglia, deve confrontarsi con la sua premonizione e interrogarsi sulle possibilità che il futuro si avveri o meno.

## Episodi
| Stagione       | Episodi | Prima TV originale | Prima TV Italia |
| -------------- | ------- | ------------------ | --------------- |
| Prima stagione | 22      | 2009-2010          | 2009-2010       |

## Personaggi e interpreti

### Personaggi principali
- Mark Benford, interpretato da Joseph Fiennes, doppiato da Fabio Boccanera.
È un agente speciale che lavora per l'FBI di Los Angeles. È sposato con Olivia e ha una figlia di nome Charlie. Nonostante la sua vita appaia felice, Mark ha un passato da alcolista, che lo porta tuttora a lottare contro il suo disagio interiore.
- Olivia Benford, interpretata da Sonya Walger, doppiata da Roberta Greganti.
È un affermato chirurgo pediatrico, sposata con Mark e madre di Charlie. Profondamente innamorata del marito, cerca in tutti i modi di salvare il suo matrimonio e la sua famiglia.
- Demetri Noh, interpretato da John Cho, doppiato da Gianfranco Miranda.
È il partner di Mark nell'FBI. Impulsivo e affrettato nelle sue conclusioni, è fidanzato con Zoey, con cui progetta di sposarsi. Non ha avuto un flashforward.
- Lloyd Simcoe, interpretato da Jack Davenport, doppiato da Francesco Prando.
È il padre del piccolo Dylan, salvato da Olivia nel primo episodio. Il suo flashforward e quello di Olivia rivelano che i due avranno una relazione.
- Bryce Varley, interpretato da Zachary Knighton, doppiato da Stefano Crescentini.
È un medico che esegue il suo tirocinio con la dottoressa Benford. Dopo una vita passata a studiare per diventare medico e dopo aver acquisito la tanto agognata laurea, Bryce scopre di avere un tumore non operabile. Al momento del flashforward è in procinto di suicidarsi, ma la visione gli riporta speranza per il futuro.
- Nicole Kirby, interpretata da Peyton List, doppiata da Francesca Manicone.
È una studentessa che lavora come babysitter di Charlie Benford, la figlia di Mark e Olivia. Nel suo flashforward uno sconosciuto cerca di ucciderla.
- Simon Campos, interpretato da Dominic Monaghan, doppiato da Andrea Mete.
È un misterioso uomo dotato di una straordinaria intelligenza.
- Aaron Stark, interpretato da Brían F. O'Byrne, doppiato da Danilo De Girolamo.
È il migliore amico e sponsor all'Anonima Alcolisti di Mark. Conduce una vita modesta lavorando come operaio, ha alle spalle il dramma della scomparsa della figlia Tracy, una soldatessa che tutti credevano morta in un attacco di cui è stata vittima in Afghanistan, ma che compare nel flashforward di suo padre ancora viva.
- Stanford "Stan" Wedeck, interpretato da Courtney B. Vance, doppiato da Stefano Mondini.
È l'assistente direttore dell'ufficio di Los Angeles dell'FBI.
- Janis Hawk, interpretata da Christine Woods, doppiata da Ilaria Latini.
È un analista che lavora per l'FBI. Intelligente e abile nelle indagini, collabora con Mark e Demetri per scoprire le cause del flashforward. Nel suo flashforward sta facendo un'ecografia: è incinta di diciassette settimane di una femmina.

### Personaggi ricorrenti
- Marshall Vogel, interpretato da Michael Ealy.
Un agente della CIA che entra a fare parte della task force che indaga sul Mosaico. Nel suo flashforward sta dicendo a un altro uomo che Mark Benford è morto.
- Zoey Andata, interpretata da Gabrielle Union.
Fidanzata di Demetri e avvocato difensore. Nel suo flashforward sta partecipando a quello che sembra il suo matrimonio.
- Charlie Benford, interpretata da Lennon Wynn.
Figlia di Mark ed Olivia. Nel suo flashforward ascolta Simcoe parlare al telefono, mentre afferma che "D. Gibbons è un bugiardo"; Sente inoltre una voce, che si rivela essere quella di Vogel, dire che suo padre è morto.
- Dylan Simcoe, interpretato da Ryan Wynott, doppiato da Ruggero Valli.
È il figlio autistico di Lloyd. Ha visto Olivia e Charlie nella sua visione.
- Agente Speciale Vreede, interpretato da Barry Shabaka Henley, doppiato da Paolo Marchese.
Un membro della squadra di Mark.
- Agente Speciale Al Gough, interpretato da Lee Thompson Young, doppiato da Riccardo Scarafoni.
Un membro della squadra di Mark, che si suicida per non fare avverare il suo flashforward, in cui scopre di essere stato la causa della morte di una donna innocente.
- Nhadra Udaya, interpretata da Shohreh Aghdashloo, doppiata da Sonia Scotti.
Una donna persiana che vive ad Hongkong. Lavora sia per la CIA, sia per coloro che hanno causato il blackout. Rivela a Demetri che sarà ucciso con la pistola di Mark.
- Tracy Stark, interpretata da Genevieve Cortese.
Figlia di Aaron ed ex soldatessa dell'esercito americano, creduta morta in Afghanistan. Ora è in fuga da una losca organizzazione di appaltatori militari chiamata Jericho, da quando è stata testimone di crimini di guerra.
- Keiko Arahida, interpretata da Yūko Takeuchi.
Una donna giapponese, la cui famiglia lavora in un ristorante. Nel suo flashforward si trova in un ristorante giapponese di Los Angeles, in procinto di incontrare Bryce. Per questo motivo decide di volare negli Stati Uniti per cercarlo.
- Dyson Frost/D. Gibbons, interpretato da Michael Massee, doppiato da Stefano De Sando.
Antagonista principale della serie, è colui che ha orchestrato il blackout globale.
- Lita, interpretata da Annabeth Gish.

## Distribuzione internazionale
La distribuzione venne realizzata all'incirca nello stesso periodo in diverse nazioni; ecco l'elenco dei paesi in cui la serie fu trasmessa.
| Paese       | Canale              | Data                                             |
| ----------- | ------------------- | ------------------------------------------------ |
| Stati Uniti | ABC                 | 24 settembre 2009                                |
| Australia   | Seven Network       | 28 settembre 2009                                |
| Regno Unito | Five                | 28 settembre 2009                                |
| Canada      | A.                  | 1º ottobre 2009                                  |
| Russia      | Channel One         | 2 ottobre 2009                                   |
| Belgio      | BeTV                | 4 ottobre 2009                                   |
| Singapore   | MediaCorp Channel 5 | 4 ottobre 2009                                   |
| Italia      | Fox, Italia 1       | 5 ottobre 2009 (FOX) 9 settembre 2010 (Italia 1) |
| Spagna      | AXN, Cuatro TV      | 5 ottobre 2009 (AXN) 6 ottobre 2009 (Cuatro)     |
| Norvegia    | TV2                 | 6 ottobre 2009                                   |
| Finlandia   | nelonen             | 7 gennaio 2010                                   |
| Portogallo  | AXN                 | 7 ottobre 2009                                   |
| Polonia     | AXN                 | 14 novembre 2009                                 |
| Svizzera    | RSI LA2             | 18 luglio 2010                                   |